# CccDNA
Il DNA circolare chiuso covalentemente (covalently closed circular DNA o cccDNA) è un particolare tipo di struttura del DNA che si forma durante la propagazione di alcuni virus nel nucleo cellulare e può rimanere perennemente.
È un DNA a doppio filamento che viene originato da un iniziale doppio filamento lineare che viene legata tramite una DNA ligasi in modo da formare un anello chiuso.
Nella maggior parte dei casi, la trascrizione del DNA virale può avvenire solo se questi è nella sua forma circolare.
Il cccDNA dei virus è anche conosciuto come DNA episomale o minicromosoma.
Tra i virus che utilizzano il cccDNA vi è l'HBV.